# 林春 (景泰舉人)
林春（1411年—1471年），字孟陽，山西承宣布政使司太原府太原，后移居宣府。明朝政治人物、舉人出身。

## 生平
景泰元年（1450年）庚午科順天鄉試中舉，景泰二年（1451年）辛未科中會試副榜。官至應天府通判。擅長撰寫，享年六十一歲。

## 事跡
林春藏有元蘇天爵所編《名臣四十七人事略》